# Mundo árabe

Distribuição do árabe como única língua oficial (verde) e uma ou várias línguas oficiais ou nacionais (azul).

Dispersão da língua árabe

O mundo árabe (em árabe: العالم العربي, transl. al-'Alam al-'Arabi), ou arabofonia, referem-se ao conjunto de países que falam o árabe e se distribuem, geograficamente, do oceano Atlântico, a oeste, até o mar Arábico, a leste, e do mar Mediterrâneo, a norte do Corno de África, até o noroeste do oceano Índico. É constituído por 23 países e territórios com uma população combinada de 360 milhões de pessoas abrangendo o Norte de África e a Ásia Ocidental.
O sentimento de nacionalismo árabe surgiu na segunda metade do século XIX, juntamente com outros nacionalismos dentro do Império Otomano. A Liga Árabe foi formada em 1945 para representar os interesses dos árabes e, especialmente, para o exercício da unificação política do mundo árabe, um projeto conhecido como o pan-arabismo. Hoje, os Estados árabes se caracterizam pelos seus governos autocráticos e falta de controle democrático. Os protestos populares em alguns países desta região no final de 2010 e início de 2011, os quais ficaram conhecidos como "Primavera Árabe", foram, originalmente, direcionados com a exigência de melhores condições de vida à população, mas acabou se direcionando contra os governos autoritários e a corrupção política, combinada com a busca por direitos democráticos. E embora tenham conseguido estes resultados em alguns países, outros acabaram em situação ainda pior, sendo entregues a uma guerra civil entre diferentes facções que anelam o poder, e deixando seus países  economicamente falidos e totalmente dependentes de potências ocidentais (as quais alguns críticos apontam como as únicas que realmente colheram alguns frutos da "primavera árabe").

## Definição
A denotação linguística e política inerente ao termo "árabe" é geralmente dominante sobre as considerações genealógicas. Assim, os indivíduos com pouca ou nenhuma ascendência direta da Península Arábica poderiam identificar-se ou serem considerados como árabes, em parte por força da sua língua de origem. Essa identidade no entanto, é contestada por muitos povos de origem não árabe. A Liga Árabe, uma organização regional de países destinada a enquadrar o mundo árabe, define um árabe como:
| “ | Um árabe é uma pessoa cuja língua é o árabe, que vive em um país de língua árabe e que tem simpatia com as aspirações dos povos de língua árabe | ” |

Do ponto de vista geográfico, uma característica comum aos países que compõem este conjunto de países é o baixo volume de precipitação pluviométrica na região. Por conta disso, as oscilações climáticas, tanto diárias quanto anuais, são muito grandes. Os verões são incrivelmente quentes e os invernos bastante frios. Do ponto de vista geopolítico, essa área do globo é o ponto de encontro de três continentes, a África, a Ásia e a Europa. Os países que integram esse grupo ocupam a faixa que se estende do Nordeste da África ao Oeste da Ásia.
A escassez de recursos hídricos fez também com que nessa região inúmeros povos apresentassem soluções extremamente criativas. A civilização, tal como a conhecemos originou-se nos vales dos rios Nilo, Tigre e Eufrates. Modernamente, os árabes são descritos principalmente como os moradores de centros urbanos e camponeses. Beduínos ou os nômades são e provavelmente eram, uma minoria da população. Aqueles que hoje são chamados de "árabes" são os que falam o idioma, mas poucos desses são descendentes dos povos oriundos da península Arábica. É mais difícil reconstituir a ancestralidade dos povos de fala árabe do que por exemplo, reconstituir a genealogia dos brasileiros descendentes de portugueses, espanhóis ou italianos, ou dos norte-americanos descendentes de ingleses e irlandeses.

## Estados e territórios
- Arábia Saudita
- Argélia
- Bahrein
- Catar
- Comores
- Djibouti
- Egito
- Emirados Árabes Unidos
- Iêmen
- Iraque
- Jordânia
- Kuwait
- Líbano
- Líbia
- Marrocos
- Mauritânia
- Omã
- Palestina
- Saara Ocidental
- Síria
- Somália
- Sudão
- Tunísia